# Оливер Твист (фильм, 1922)
«О́ливер Твист» (англ. Oliver Twist) — немой фильм, вышедший на экраны в 1922 году, экранизация романа Чарльза Диккенса «Оливер Твист» с участием Лона Чейни (Феджин) и Джеки Кугана (Оливер). Режиссёр Фрэнк Ллойд.

## Сюжет
Мать Оливера, без гроша в кармане, в полном одиночестве умерла во время его родов. Оливер воспитывается в работном доме, позже поступает учеником к местному гробовщику, и в конце концов связывается с бандой воров, которые используют его для своих целей.

## В ролях
- Джеймс Маркус — мистер Бамбл
- Агги Херринг — миссис Корни
- Джеки Куган — Оливер Твист
- Нельсон Макдауэлл — Сауербери
- Льюис Сарджент — Ноа Клейпол
- Джоан Стэндинг — Шарлотт
- Карл Стокдейл — монах
- Эдуард Трибол — бестия
- Лон Чейни — Феджин
- Тейлор Грейвз — Чарли Бейтс
- Джордж Сигман — Билл Сайкс
- Глэдис Броквел — Нэнси Сайкс
- Лайонел Белмор — мистер Браунлоу
- Флоренция Хейл — миссис Бедуин
- Джозеф Хейзелтон — г-н Гримуиг
- Гертруда Клер — миссис Мэйли
- Эстер Ралстон — Роуз Мэйли
- Эдди Боланд — Тоби Крекит

## Интересные факты
- Это первая экранизация истории Оливера Твиста, в которой мистер Браунлоу оказывается дедушкой Оливера. В дальнейшем такая трактовка стала популярной у кинематографистов и использовалась во множестве последующих адаптаций, включая бродвейский мюзикл.